# Parepisparis virgatus
Espèce
Parepisparis virgatus est une espèce de lépidoptères (papillons) de la famille des Geometridae vivant en Australie.